# José Suria
José Suria Cutrina (* 10. November 1938 in Guardiola de Font-rubí) ist ein ehemaliger spanischer Radrennfahrer.

## Sportliche Laufbahn
Suria war im Straßenradsport aktiv. Von 1963 bis 1969 war er Berufsfahrer. 1968 siegte er in der Vuelta a Navarra. 1969 gewann er jeweils eine Etappe in der Ruta del Sol und in der Vuelta a Colombia. Zweiter wurde er  1965 in der Vuelta a Levante und im Circuit de la Sarthe. 1966 wurde er Dritter in der Vuelta a Levante und bei Barcelona–Andorra.
Die Vuelta a España bestritt Suria dreimal. 1966 wurde er 33., 1967 36. 1963 war er ausgeschieden.